# Analyse (mathématiques)
Pour les articles homonymes, voir Analyse.
L'analyse (du grec ἀναλύω / analúô, « délier, examiner en détail, résoudre ») a pour point de départ la formulation rigoureuse du calcul infinitésimal. C'est la branche des mathématiques qui traite explicitement de la notion de limite, que ce soit la limite d'une suite ou la limite d'une fonction. Elle inclut également des notions comme la continuité, la dérivation et l'intégration. Ces notions sont étudiées dans le contexte des nombres réels ou des nombres complexes. Cependant, elles peuvent aussi être définies et étudiées dans le contexte plus général des espaces métriques ou topologiques.

## Histoire
Dans l'Antiquité et au Moyen Âge respectivement, les mathématiciens grecs et indiens se sont intéressés à l'infinitésimal et ont obtenu des résultats prometteurs mais fragmentaires.
L'analyse moderne a émergé au XVIIe siècle avec le calcul infinitésimal d'Isaac Newton et de Gottfried Wilhelm Leibniz.
Au XIXe siècle, Cauchy introduisit le concept de suite de Cauchy et commença la théorie formelle de l'analyse complexe. Poisson, Liouville, Fourier et d'autres étudièrent les équations aux dérivées partielles et l'analyse harmonique. Riemann introduisit sa théorie de l'intégration, puis Karl Weierstrass sa définition des limites. Richard Dedekind construisit les nombres réels avec ses coupures. En même temps, on commença à étudier la « taille » des ensembles de réels.
En outre, des « monstres mathématiques » commencèrent à être créés. Dans ce contexte, Camille Jordan développa sa théorie sur la mesure et Georg Cantor, ce qu'on appelle aujourd'hui la théorie naïve des ensembles. Au début du XXe siècle, le calcul infinitésimal fut formalisé grâce à la théorie des ensembles. Henri Lebesgue travailla sur la notion de mesure d'un ensemble, afin de créer de nouveaux outils mathématiques,[pas clair] et David Hilbert introduisit les espaces de Hilbert. L'analyse fonctionnelle prit son essor dans les années 1920 avec Stefan Banach.

## Sous-divisions
Aujourd'hui, l'analyse est divisée parmi les sous-thèmes suivants :
- Analyse complexe : étude des fonctions de variables complexes qui sont dérivables en tant que telles.
- Analyse vectorielle : étude des champs de scalaires et de vecteurs.
- Analyse constructive : recherche d'énoncés et de démonstrations basés sur des principes constructifs et sur la notion d'existence effective.
- Analyse fonctionnelle : étude des espaces des fonctions et introduction de concepts tels que les espaces de Banach et les espaces de Hilbert.
- Analyse harmonique : étude des séries de Fourier et de leurs abstractions.
- Analyse numérique : résolution numérique de problèmes d'analyse tels que la résolution d'équations différentielles (méthode des éléments finis…), le calcul numérique d'une intégrale et l'optimisation.
- Analyse réelle : étude rigoureuse et formelle des dérivées et des intégrales de fonctions à valeurs réelles. Ceci inclut l'étude des limites, des séries entières et des mesures.
- Analyse non standard : étude des nombres hyperréels et de leurs fonctions.
- Calcul stochastique
- Analyse p-adique
- Fonction multivaluée
- Calcul des différences finies

Autres :
- Théorie analytique des nombres
- Combinatoire analytique
- Entropie différentielle
- Géométrie différentielle
- Topologie différentielle